# 今天暫時停止
《土拨鼠之日》（英語：Groundhog Day）是哈罗德·雷米斯导演并与丹尼·鲁宾编剧的1993年美国奇幻喜剧片，比爾·莫瑞、安迪·麥杜維和克里斯·艾略特主演。默瑞饰演愤世嫉俗的电视天气预报员菲尔·康纳斯，在宾夕法尼亚州庞克瑟托尼报导一年一度的土拨鼠日活动时陷入时间循环，每天都在重复2月2日的经历而且只有他知情。电影其他演员包括斯蒂芬·托布罗斯基、布赖恩·道尔、马瑞塔·杰拉蒂、安吉拉·佩顿、里克·杜科蒙、瑞克·欧弗顿和罗宾·杜克。
鲁宾在20世纪90年代初构想剧本大纲，写入待售劇本后与制片人商谈其他项目。雷米斯对《土拨鼠之日》很感兴趣，与鲁宾合作编剧，增强喜剧色彩，冲淡原有构想的沉重和黑暗，令剧情更适合大众。默瑞获选主演后与导演在情节方面存在分歧，默瑞觉得应该重点关注哲学内容，雷米斯认为喜剧元素才是重心。电影主体拍摄从1992年3月开始持续到6月，几乎全部在伊利诺伊州伍德斯托克取景。天寒地冻及导演与默瑞持续不断的冲突等因素导致拍摄过程困难重重。
《土拨鼠之日》院线营收7090万美元，在1993电影票房榜上名列前茅。影片获影评人普遍好评，称赞剧情融深切情感和愤世嫉俗于一体，借喜剧之名，传哲学思想之实。本片获众多奖项提名，拿下英国电影学院奖最佳原创剧本奖。电影虽然大获成功，但雷米斯与默瑞从《瘋狂高爾夫》开始，历经《魔鬼剋星》等众多卖座大片并持续近二十年的合作至此告终，两人此后断绝来往二十年，直到2014年雷米斯去世前夕才勉强和解。默瑞过去纯属笑匠，本片是他改头换面的示范作品，为此后出演众多广受好评电影的严肃人物打基础。
白驹过隙，许多媒体或评论家称赞本片顶住时代考验，是20世纪90年代电影杰作，在史上所有喜剧片中名列前茅。影片对流行文化影响很大，片名成为英语典故，意指一再发生且令人厌烦的单调情境。学者从佛教、基督教及犹太教角度分析本片，声称剧情蕴藏深层哲学意味。还有学者指出，《土拨鼠之日》促使主流社会认可包含奇幻元素的喜剧片。2006年，本片因“文化、历史和美学领域的显著成就”，入选美国国会图书馆國家影片登記表。此外，《土拨鼠之日》还改编成2016年的同名音乐剧及2019年的电子游戏续作《土拨鼠之日：有其父必有其子》。

## 剧情
2月1日，匹兹堡电视台天气预报员菲尔·康纳斯（Phil Connors）再度向观众保证，逼近的暴风雪会避开西宾夕法尼亚州。接下来他和制作人丽塔·汉森（Rita Hanson）、摄影师拉里（Larry）前往庞克瑟托尼，准备像往年那样报导土拨鼠日活动。菲尔毫不掩饰对此次任务和镇上居民的反感，自认为很快就会另谋高就。

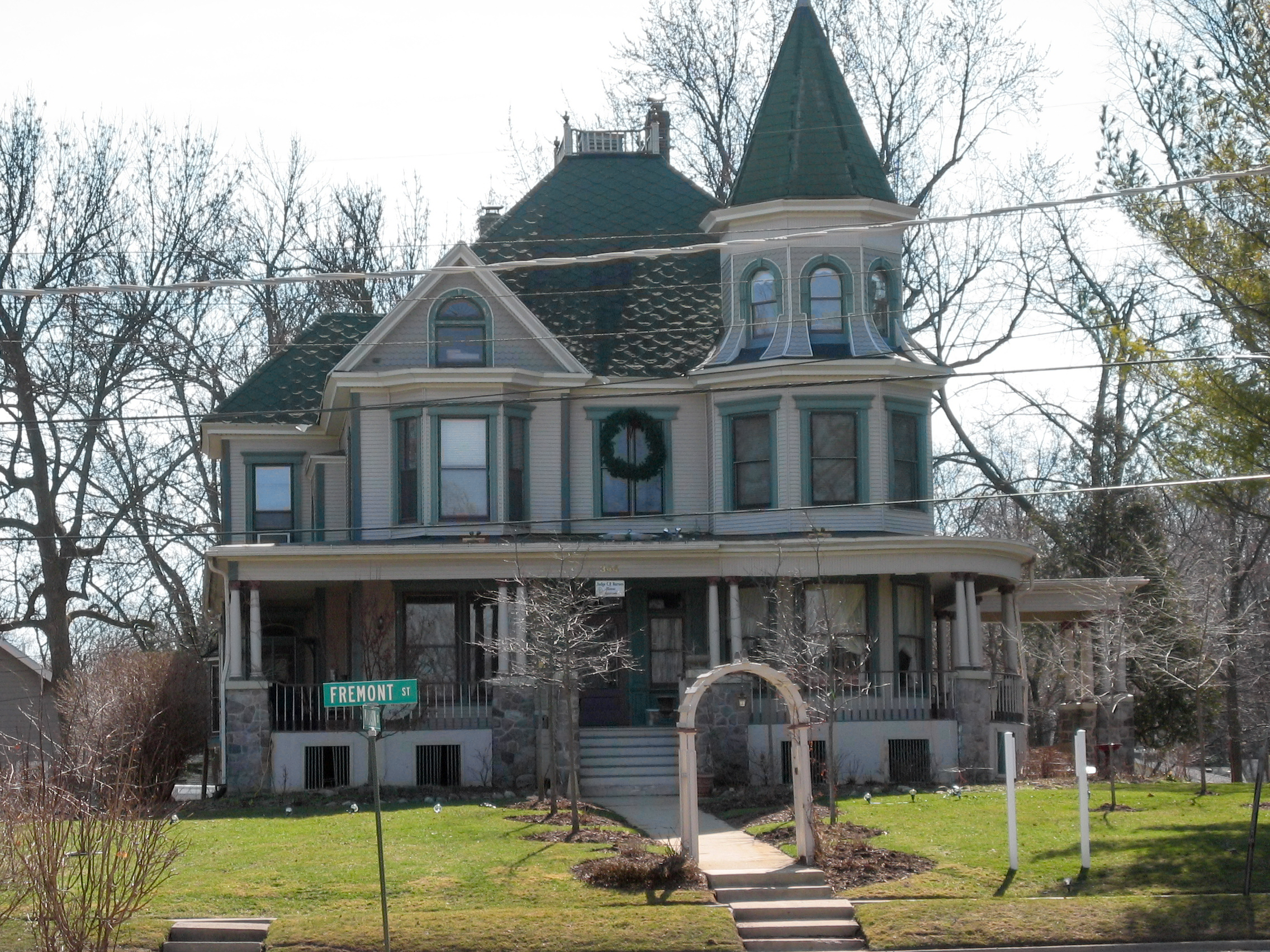
片中菲尔每天早上都在虚构的樱桃街旅馆醒来，上图私宅便是旅馆外景地

2月2日，菲尔听到收音机里传出雪儿夫妇演唱的歌曲《宝贝我了解你》（I Got You Babe）后醒来，他对工作打不起精神，报导土拨鼠菲尔及节日活动时三心二意。暴风雪没有像他预测的那样绕过当地，结果菲尔千方百计想要离开而不可得。
第二天早上，菲尔又在雪儿夫妇的《宝贝我了解你》中醒来，遇到的事情都和前一天完全相同。菲尔以为眼前的一切只是似曾相识，晚上再度想方设法离开小镇未果，早上醒来后时间仍是2月2日。他逐渐明白自己已陷入时间循环，只是不知何故只有他才能保留重复记忆。丽塔根本不信，建议菲尔去看神经科，医生又建议他找心理医师，谁都不信他的话，也无法解释为什么他会有这种感觉。菲尔和当地居民喝到酩酊大醉后超速驾驶，被捕后投进监狱，但早上醒来又回到樱桃街旅馆（Cherry Tree Inn）。
菲尔意识到无论干什么第二天都会重新开始，没有任何后果，于是利用循环大吃大喝，搞一夜情，甚至犯下抢劫等重罪。他对每天发生的事情和镇上居民越来越了解，以此操纵局面获利或恶作剧。接下来他专心勾引丽塔，利用时间循环增进了解，想把她拐上床。丽塔不为所动，在他诉说爱意时嗤之以鼻，断定菲尔根本不了解她。
菲尔不择手段地想要摆脱循环，以各种方法自杀，甚至绑架土拨鼠菲尔跳落悬崖，但早上总是在《宝贝我了解你》的音乐声中醒来。他又向丽塔讲述时间循环，以精准预测各种情况为证。丽塔这次相信他说的话，接下来的时间两人都在一起，她鼓励菲尔从积极角度看待循环。晚上两人睡到同一张床上，菲尔明白自己真的喜欢上丽塔，可早上醒来时又是2月2日，身边孤无一人。此后菲尔决定利用循环改善自我、帮助他人，他挽救别人的生命，避免他们遭遇倒霉的事，学会钢琴、冰雕和法语。但无论如何努力，他都无法挽救某位无家可归的老人丧生。
菲尔这天充满激情地发挥出色口才报导当地土拨鼠日活动，其他记者都为他的精彩演绎所感，丽塔更是刮目相看。菲尔这天继续帮助镇民，丽塔当晚看到菲尔大师级的钢琴表演，镇上乡亲纷纷传颂他的善行。丽塔对菲尔“一夜”之间堪称脱胎换骨的变化钦佩不已，在慈善单身汉拍卖会上出价把他“买”下。菲尔把冰雕刻成丽塔的模样向她告白，自称无论如何，哪怕注定每天早上都只能独自一人醒来，他都想说爱她，而且为此真心感到幸福。两人最后在菲尔房里共枕而眠。
菲尔又被《宝贝我了解你》吵醒，但却发现丽塔就躺在身边，播音员终于说出不一样的段子，时间变成2月3日。他告诉丽塔，想与她在庞克瑟托尼定居。

## 演员
- 比爾·莫瑞饰菲尔·康纳斯
- 安迪·麥杜維饰丽塔·汉森
- 克里斯·艾略特（Chris Elliott）饰拉里
- 斯蒂芬·托布罗斯基（Stephen Tobolowsky）饰内德·瑞尔森（Ned Ryerson）
- 布赖恩·道尔-默瑞（Brian Doyle-Murray）饰巴斯特·格林（Buster Green）
- 马瑞塔·杰拉蒂（Marita Geraghty）饰南希·泰勒（Nancy Taylor）
- 安吉拉·佩顿（Angela Paton）饰兰开斯特夫人（Mrs. Lancaster）
- 里克·杜科蒙（Rick Ducommun）饰古斯（Gus）
- 瑞克·欧弗顿（Rick Overton）饰拉尔夫（Ralph）
- 罗宾·杜克饰服务员多丽丝（Doris）

除上述主要演员外，肯·哈德森·坎贝尔（Ken Hudson Campbell）在片中饰演旅馆走廊内的男子；大卫·帕斯奎斯（David Pasquesi）扮演心理医生；理查德·亨泽尔（Richard Henzel）和罗伯·莱利（Rob Riley）为电台节目主持人配音。迈克尔·珊农与海登·瓦尔希（Hynden Walch）诠释新婚夫妇弗雷德（Fred）和黛比（Debbie），莱斯·波德威尔（Les Podewell）出演流离失所的老人，罗德·赛尔（Rod Sell）饰演土拨鼠日节庆官员。导演哈罗德·雷米斯客串神经科医师。土拨鼠菲尔是由名叫“斯库特”（Scooter）的土拨鼠诠释。

## 制作

### 构想和剧本原稿

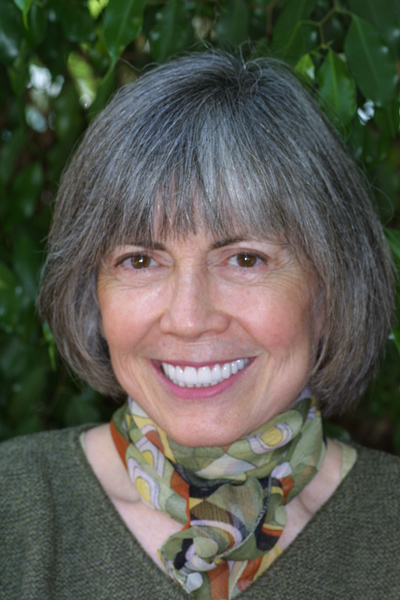
丹尼·鲁宾的初步构想是以安妮·莱斯（图）著作《吸血鬼黎斯特》为灵感

《土拨鼠之日》源自作家丹尼·鲁宾（Danny Rubin）1990年的构想，此时他已迁居洛杉矶当编剧。某天电影开场前，他在看安妮·莱斯的小说《吸血鬼黎斯特》。鲁宾开始构想时间无穷无尽、永生不死的吸血鬼会如何生活。在他看来，吸血鬼外表就像普通人，但无需遵守人类世界的规则和道德。鲁宾认为，这样的生活难免令人感到迷茫，不知何去何从；无法接受重大改变、生命有限的普通人更是如此，特别是观念与认识一直停留在青春期阶段的人。
鲁宾的剧本处女作刚刚售出，之后拍成惊悚片《惊魂古钱币》（Hear No Evil，1993年），经纪人建议他再创剧本充当“敲门砖”，以便与制片人会面。鲁宾起初的构想是男子获得永生，但很快就想到这样的剧情必然涉及历史和未来，开销巨大、不切实际。他想到两年前创作的短篇，讲述男子发现每天都在重复前一天的经历。鲁宾将两种构想融合创作《土拨鼠之日》的大纲，永生在他笔下由从古到今的直线历史变成重复时间段，这样取景无需反复变更，能大幅降低制作成本。他还认为，情节不断重复能营造更加丰富的戏剧或喜剧发展空间。
鲁宾直接在日历上选中最近的节日，2月2号土拨鼠日。这天虽是公认的节日，但关注度不高，鲁宾认为这样能让剧情更具潜力。他还称，公众对土拨鼠日的认识还很模糊，不知道所谓以土拨鼠预测季节变化是什么意思。鲁宾进一步指出，除宾夕法尼亚州居民外，很少有人知道土拨鼠日还有节庆活动，而且是在该州小镇庞克瑟托尼举办，他也是在受聘为当地电话公司创作时才知道如此习俗。编剧以庞克瑟托尼为背景，这样男主角就困在小范围地区，他前来此地的原因就是报导节庆活动。鲁宾有意安排主角的名字与土拨鼠菲尔相同，希望本片能像《生活多美好》和《查理·布朗的聖誕節》那样成为节日保留节目。
鲁宾花费八周创作剧本，其中七周构想人物和情节规则，只用一周写作。他曾设想从科技、魔法乃至天外起源解释时间循环，但最后觉得原因无关紧要，只会转移观众注意，忽视他打算重点呈现的内容。鲁宾还称，无缘无故地陷入时间循环，令菲尔的处境更显真实可信，就像生活中人们往往不知道为什么会陷入困境。他决定以攔腰法启动情节，男主角一早就身陷循环。剧本中的第一段情节就是菲尔在歌声中醒来，准确预测电台节目主持所讲的段子，以及旅馆顾客的举动，然后攻击室外路人。编剧希望以这些情节引发观众好奇，想知道为什么男主角能准确预测，又为何会有如此举动。选用歌曲《宝贝我了解你》主要是因为其中很多重复歌词而且以爱为主题，在他看来与电影主题共鸣:34。鲁宾觉得剧本原稿设定和1949年的英国黑色喜剧片《仁心与冠冕》异曲同工，特别是菲尔反复自杀的情节。
鲁宾原本的构想更加天马行空，没有当成喜剧片创作。写作期间，他发现喜剧元素易于构建，早期创作桥段包括菲尔利用不断增长的知识勾引女人。还有男主角无论离开小镇多远，第二天一早都将回到旅馆房间的情节:65。剧本以大量笔墨刻画菲尔的孤独感，他是在理解世上还有其他孤独的人、而且他完全可以用善举让所有人更加快乐后才突破循环。电影部分情节在初稿剧本中发生的时间要早得多，如菲尔开车冲下悬崖就发生在第一次循环。鲁宾对时间流逝的描绘更直观，男主角每天只看一页书，结果在所有书都看完时情绪恶化到最极端。原有结局包含转折：菲尔是在突破时间循环后向丽塔表白，剧情至此转为丽塔视角，她感觉准备不足而拒绝菲尔的表白，接下来的情节表明她陷入时间循环。

### 早期发展

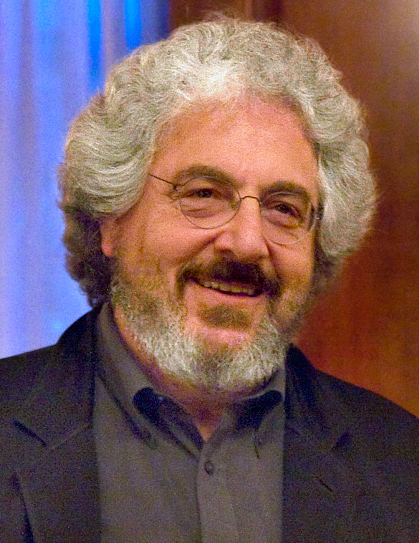
本片编剧兼导演哈罗德·雷米斯，摄于2009年

鲁宾的经纪人以剧本为敲门砖约见许多制片人，虽未售出，但为鲁宾赢得其他工作机遇。鲁宾的经纪人1991年退出娱乐圈，于是他亲自联系、争取机会，引起创新艺人经纪公司的理查德·洛维特（Richard Lovett）关注。洛维特表示不便担任鲁宾的经纪人，但可以帮忙把剧本拿给自家客户哈罗德·雷米斯看看。
雷米斯早期以《瘋狂高爾夫》、《全家玩到趴》（National Lampoon's Vacation）等反建制和反体制喜剧片闻名，但20世纪90年代初已开始转向其他类型。他此前在幕前及编剧等幕后角色都游刃有余，但上一次担任导演的《逍遥天堂》（Club Paradise）却既不叫好也不叫座。他希望执导不同寻常的项目，对以救赎或发现生活目标为主题的喜剧特别感兴趣。鲁宾知道雷米斯此前的作品，无论电视节目还是电影都看过。
雷米斯不觉得鲁米创作的剧本好笑，他对剧情背后的理念和爱情桥段很感兴趣，觉得有必要加入更多笑料。两人探讨剧本核心理念，将时间循环和佛教转生思想对比。两人一度讨论超人与心爱的露薏絲·蓮恩在一起是否符合道德，因为超人完全可以用陪伴女友的时间挽救无数生命。
剧本获两家公司认可，哥倫比亞影業愿提供更高预算，雷米斯担任导演，但鲁宾需放弃创意主导权；另一家独立制片公司只能提供三百万美元预算，但鲁宾可以全权主控情节构想。最后鲁宾选择与雷米斯合作，哥伦比亚影业不出所料要求修改剧本。

### 编剧
鲁宾承认，得知制片商要求修改剧本时他颇感抗拒，担心原有创意会变成烂大街的喜剧套路。修改过程由雷米斯监督，他负责在鲁宾保持原有风味和制片商扩大喜剧受众面的要求间争取平衡。两人将剧本结构大致按库伯勒-罗丝悲伤五阶段模型编排：否认、愤怒、协商、沮丧、接受:49。雷米斯尝试代入男主角的情境，设想自己如果身陷时间循环会有何等感受，又将何去何从。他和鲁宾花费数周改写剧本，建议删除丽塔身陷时间循环的原有结局，觉得电影如此结尾完全不能宣泻情绪，观众不会认可。雷米斯还认为菲尔反复自杀等负面情节非常重要，而且有必要以足够情节体现情感进展。
鲁宾1991年2月2日递交新稿，根据合同，他有权拟定第二稿，但哥伦比亚影业要求雷米斯接手，鲁宾的编剧工作至此告一段落:16–17, 22。雷米斯开始独立修改鲁宾的新稿，觉得其中蕴涵的真诚和深切情感与自己过去所知喜剧要素格格不入。他有意将男主角塑造成愤世嫉俗且如炮仗般一点就着的脾气，冲淡满怀感情桥段的感染力。除上述调整外，雷米斯还重组情节，改成更符合主流审美的三幕叙事结构。在他笔下，菲尔经常摆出自鸣得意的架势，以此与他人保持距离，进而契合主角自做自受的经典喜剧设定。鲁宾的原有构想是电影一开始就进入时间循环，雷米斯认可他的思路，但助理制片人惠特尼·怀特（Whitney White）建议电影剧情展开后再进入循环，觉得观众应该会喜欢菲尔初陷循环的反应:16。
雷米斯删除丽塔男友麦克斯（Max）的情节，一度加入执行制作人吉尔·霍利（Gil Hawley），但后来又删掉:16–17。他加入更多菲尔猎艳的情节:21，删掉菲尔要求丽塔充当“爱奴”等太显卑鄙的桥段。这场戏最后改成丽塔参与单身汉拍卖“买下”菲尔。:16–17雷米斯删除菲尔循环期间走出小镇的情节，希望避免观众花太多心思关注循环法则，而且他觉得所有情节局限在镇内更容易触发幽闭感:66。一同删除的还有介绍菲尔行为动机和背景:16，以及菲尔后期部分善行、巧妙防范事故、尽可能高效利用时间的情节。例如他把大石头堆在路上阻止卡车向餐馆送鱼，以此避免顾客因鱼刺窒息。:76鲁宾的剧本更多自嘲和说教，雷米斯修改后变得更乐观。从菲尔和丽塔一起吃饭的情节对比两版剧本就能看出新版更强调爱情核心及男主角自鸣得意的态度。
| 鲁宾版 菲尔（画外音）：“我和丽塔在一起，是世上最理所当然的事……” 菲尔：“你有没有感觉每天都在重复？” 丽塔：“似曾相识那样吗？” 菲尔：“更像是这也相识，那也相识……” 丽塔：“你还是觉得以前来过这儿？”菲尔点头。 丽塔：“那今晚会怎么样？” 菲尔：“我这么说吧。哪怕是像今天这样漫长的一天，哪怕一辈子都是永无休止的重复，仍然什么都可能发生。” | 雷米斯改写版 菲尔：“你在找什么样的人？你眼中完美的人是什么样儿？” 丽塔：“首先他要谦虚，不会自认完美。” 菲尔：“那不就是我嘛。” 丽塔：“他还得聪明、乐于助人、风趣。” 菲尔：“聪明、乐于助人、风趣。是我、是我、还是我。” 丽塔（一边思考）：“他既浪漫又勇敢。” 菲尔：“是我，还是我”。 丽塔：“他身材很好，而且不会自我感觉良好地两分钟就照一次镜子。” 菲尔：“我身材就很好啊，而且从不照镜子。” 丽塔：“他和蔼可亲，温柔体贴，善于为他人着想，而且不会无法接受在我面前流泪。” 菲尔：“咱们现在说的还是男人吗？” |

默瑞看过雷米斯改写的剧本后决定加入，但两人很快就对电影基调产生分歧。默瑞觉得应该重点关注哲学内容，雷米斯认为喜剧元素才是重心:16–17。制片商认可雷米斯的改写，觉得观众会更满意。哥伦比亚影业回聘鲁宾，请他为剧本添加注解。鲁宾回归后写下许多注释，有些长达数页，内容实事求是的同时又不乏讽刺。默瑞对此颇感钦佩，建议聘请鲁宾直接参与剧本修改。:22
哥伦比亚影业要求增加解释男主角为什么身陷时间循环的内容，坚持剧本说明原因后再开绿灯。据制片人特雷弗·阿尔伯特（Trevor Albert）透露，公司高管曾询问：“为什么这天会不断重复……我很喜欢……但就是不明白为什么他会困在时间循环里”。鲁宾对此提供多种设想，如分手后怀恨在心的情人诅咒菲尔，或是疯狂科学的发明出现故障。阿尔伯特、雷米斯和鲁宾合作说服高管，三人一致同意这时再加戏会影响拍摄周期，如果非拍不可就直接在后期剪掉。
雷米斯与默瑞冲突不断，导演派鲁宾去和默瑞讨论剧本事宜，希望此举能让默瑞别再老是凌晨或一大清早地来电话。雷米斯致电鲁宾了解进展时，默瑞就要求鲁宾假装他不在旁边。鲁宾和默瑞曾前往庞克瑟托尼参观1992年土拨鼠日，充分了解节庆活动，但没有透露此行目的。他们在纽约持续合作数月修改剧本:22–23，鲁宾觉得默瑞的创作风格趋于随意，对此颇感郁闷:23。电影开拍一个月前两人还在修改剧本，最终成品朝鲁宾的第二稿靠拢。
接下来鲁宾又与雷米斯继续修改，两人负责不同部分，然后编辑对方改写的段落，雷米斯最后再用几天完善。鲁宾建议剧本不要保留任何时间印迹，令情节显得可能发生在任何时代:23。鲁宾声称电影最终和他的剧本版本基本相符，但对取消14岁男孩的桥段颇感遗憾，男孩在菲尔变得乐于助人时出场，行事像片头的菲尔般自命不凡、愤世嫉俗，两者对比鲜明:73。部分剧本情节没有在片中保留，如菲尔赌博、在教堂祈祷，以及脱光衣服吓得老人离开泳池的桥段，其中最后一个是经默瑞要求删除。此外，电影拍摄期间剧本仍时有修改。

### 选角

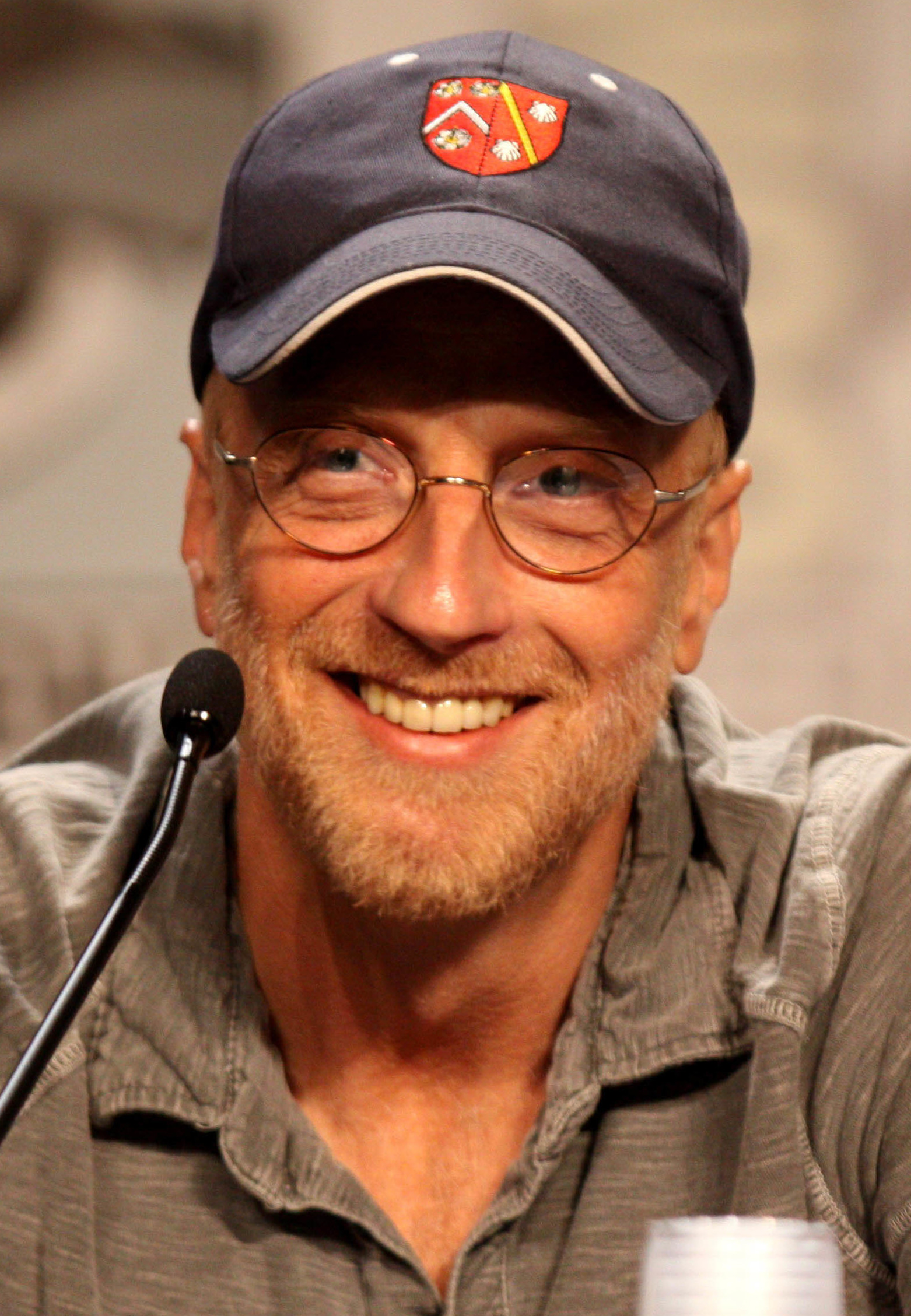
克里斯·艾略特（摄于2011年）出演摄影师拉里

剧组曾考虑邀请切維·切斯、汤姆·汉克斯或米高·基頓出演菲尔·康纳斯。汉克斯是雷米斯的第一人选，但他谢绝邀约，不希望银幕形象局限为最后肯定会时来运转的好好先生。默瑞“无论戏里戏外都是霉运十足的混蛋”，由他出演观众就没那么容易预料情节发展。基顿自认以往扮演的人物都像菲尔一样扭曲、喜欢讽刺他人而且油嘴滑舌，不过他自承不理解剧情，事后表示后悔拒演本片。剧本中的菲尔更加年轻，后来剧组认为几乎所有成功的喜剧演员年纪都比较大，所以把人物写得更老:15。
默瑞和雷米斯是多年老友，自1974年起已在包括五部电影在内的各种项目合作，合作影片包括《肉丸》（Meatballs）、《疯狂高尔夫》和《魔鬼剋星》。鲁宾的设想是正常人身陷异常处境，所以笔下人物不致特别令人反感。默瑞演绎的菲尔更加愤世嫉俗，言辞冷嘲热讽、自命不凡，但还不至太过恶毒引起观众厌憎。鲁宾觉得默瑞表演功底达不到要求，期望奇雲·格連出演男主角:26。对此雷米斯表示：“别担心，比尔·默瑞就有这本事，他就是能让人又爱又恨”。麦克道威尔也有类似看法，称“他就是能让你开怀大笑的混球”。
剧组原计划请笑匠扮演丽塔，但主持试镜的阿尔伯特觉得没必要非请喜剧演员，真找来与默瑞不相上下的女笑匠反而对本片不利。丽塔无需像菲尔般妙语如珠，负责为电影提供人情温暖和智慧的一面。剧组认为麦克道威尔轻松自如的优雅气质与角色相符，演出期间她努力适应默瑞自然而然的即兴表演。在她看来，丽塔的幽默源自真诚，而且不致显得怪异。剧组还曾考虑邀请歌手多莉·艾莫絲饰演丽塔。
托布罗斯基试镜时的表演“极其令人反感”，因此获选出演本片:36。迈克尔·珊农扮演准新郎弗雷德，本片是他的电影处女作。他大部分出镜时间是餐馆桥段背景人物，剧组当时要求所有演员都在现场，不管镜头聚焦何处。演职人员找来活体土拨鼠斯库特“扮演”土拨鼠菲尔，庞克瑟托尼官员对电影不到该镇实地取景非常失望，拒绝剧组借用土拨鼠菲尔拍摄。斯库特是电影开拍数周前在伊利诺伊州附近荒野落入陷阱，不是专为电影拍摄饲养的土拨鼠。

### 前期制作

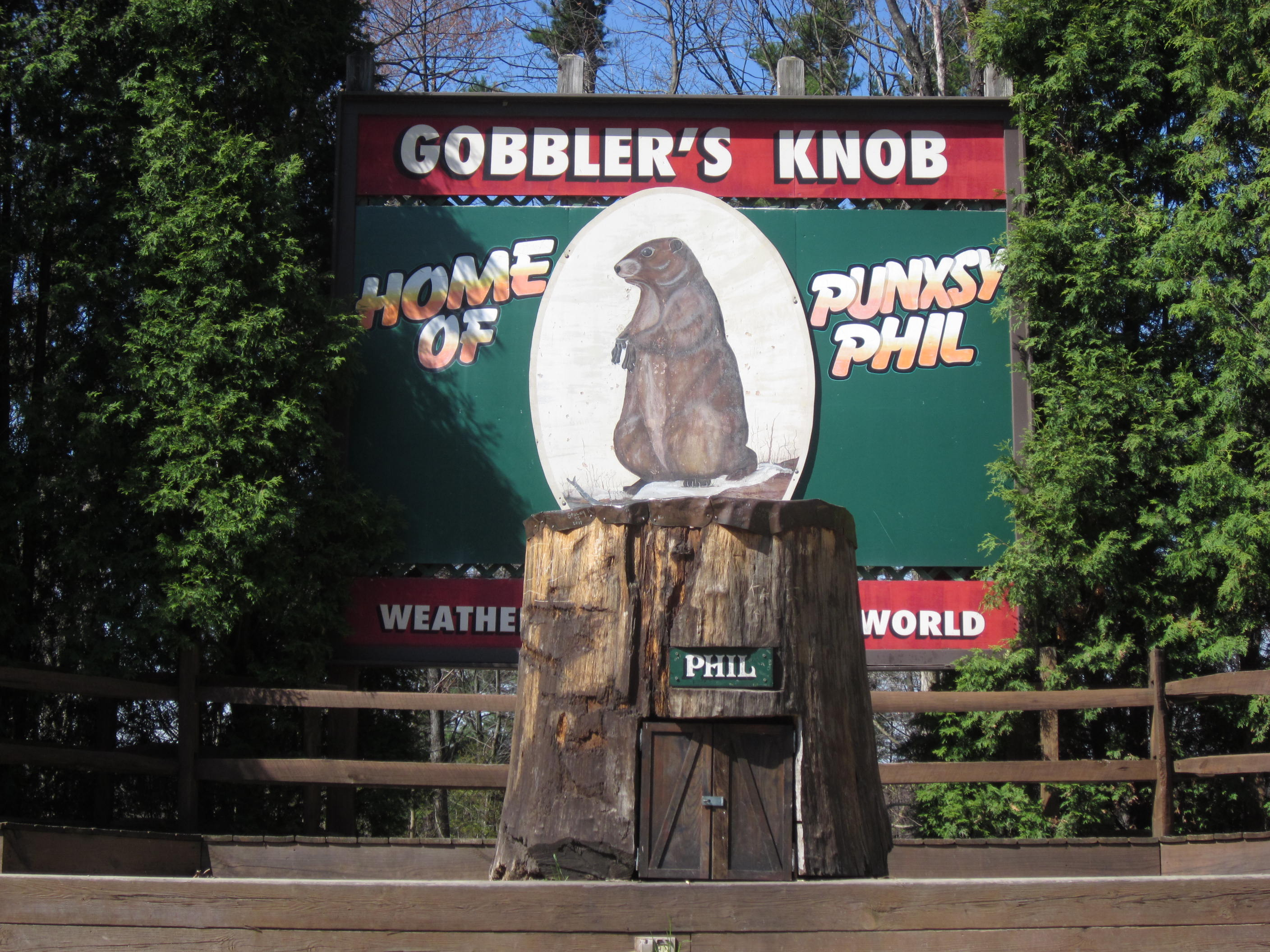
位于宾夕法尼亚州庞克瑟托尼的火鸡丘（2012年）

剧组打算在“典型的美国小镇”实地取景，希望地点没有显著的时间或地域痕迹，确保绝大多数观众无法确定情节发生在何时何地。从宾夕法尼亚电影委员会提供的庞克瑟托尼地点探查录像带来看，该镇缺乏剧本所需取景地，显然不适合实地拍摄。庞克瑟托尼是缺乏必要设施的乡间小镇，距最近的大城市匹兹堡有130公里，甚至无法向演职人员提供充足的住宿条件。
雷米斯是芝加哥人，很高兴电影到伊利诺伊州取景，知道哪些地方能满足拍摄需求。取景地要通公路，不能离大都市太远，而且冬天风景优美，能够满足尽快完成拍摄的其他需求，导演还希望当地要有类似庞克瑟托尼正街的街道。负责地点探查的鲍勃·哈金斯（Bob Hudgins）认为威斯康星州爱荷华县米纳勒尔波因特（Mineral Point）能满足需求，剧组前往视察期间在该州索克县巴拉布（Baraboo）停留，感觉当地的城镇广场对拍摄助益很大，在此取景哪怕没有导演设想的街道也利大于弊。雷米斯于是要求取景地最好在芝加哥附近，也有类似广场。
剧组探查六十多个城镇后来到伊利诺伊州伍德斯托克，哈金斯为1987年喜剧片《落难见真情》（Planes, Trains and Automobiles）选址期间来过此地。伍德斯托克约有2.5万居民，相对偏远，没有明显时代痕迹。雷米斯和阿尔伯特经哈金斯安排在伍德斯托克歌剧院钟楼上眺望，随后决定就在该镇取景。片中致使菲尔摔倒的路陷也是在伍德斯托克所挖。
选址人员觉得伊利诺伊州麦克亨利镇外的森林保护区可以用来拍摄火鸡丘（Gobbler's Knob）桥段，但剧组后来决定就在城镇广场搭建外景，利用详细的介绍和视频制作比例模型，对小镇的影响大幅提升。各拍摄现场共计动用成千上万的群众演员，当地企业联手施压，担心电影拍摄花费时间太长，对城镇广场和店面影响太大。据哈金斯透落，起初联手的企业有23家，但经他努力降至14家，对此他颇为自傲。镇议会无法对是否同意电影继续拍摄达成一致。影片摄制收尾后，三家企业业主起诉哥伦比亚影业，要求补偿这段时间的营收损失。其中一起案件庭外合解，另外两起结果不明。

### 摄制

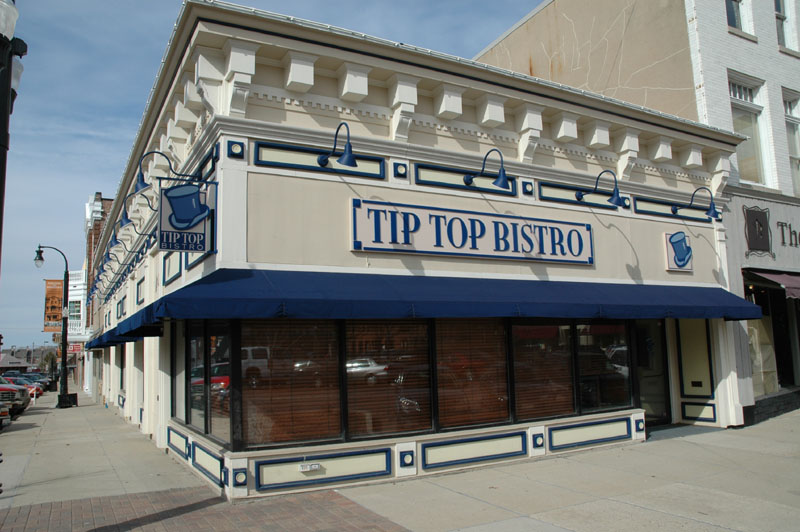
片中虚构的尖顶咖啡厅原址后来建成伍德斯托克尖顶酒馆

电影1992年3月16日开始主体拍摄，持续86天后在6月10日结束。摄制预算估计在1460至3000万美元，取景地以伍德斯托克为主，其他地点包括伊利诺伊州卡里和加利福尼亚州好莱坞。
电影拍摄期间天气变化很大，大部分镜头是在滴水成冰的条件下摄制。默瑞估计气温通常在零下7°C范围，严寒一直持续到五月底。默瑞还称，每天户外工作长达12小时，导致皮肤生涩，人也非常烦躁。拍摄工作在夏初接近尾声，剧组用假雪拍摄外景，演员不得不在日益炎热的气温条件下一直穿着冬装。雷米斯尚未决定菲尔遇见内德时天气如何，于是在不同天气条件下各拍至少一遍，最后选定阴天，代表时间循环即将结束。片中的撞车戏共花费两周拍摄，对此天气影响很大。
雷米斯和默瑞冲突不断，为电影摄制蒙上阴影，雷米斯的着眼点是浪漫喜剧，但默瑞期望影片更具内涵。默瑞此时正与玛格丽特·凯利（Margaret Kelly）离婚，两人育有两个孩子，本片拍摄期间他一直很痛苦，行为失常、乱发脾气，而且经常抵触导演决定。据雷米斯回忆，默瑞多次迟到，行为举止缺乏理智乃至不可理喻。两人对剧本及其他演员的表现也有分歧。据珊农回忆，某次他不知何故得罪默瑞，雷米斯听闻后要求默瑞公开向珊农道歉。托布罗斯基声称，默瑞在开拍前到面包店买下所有糕点扔向围观群众，还要求托布罗斯基在旁帮他拿糕点。

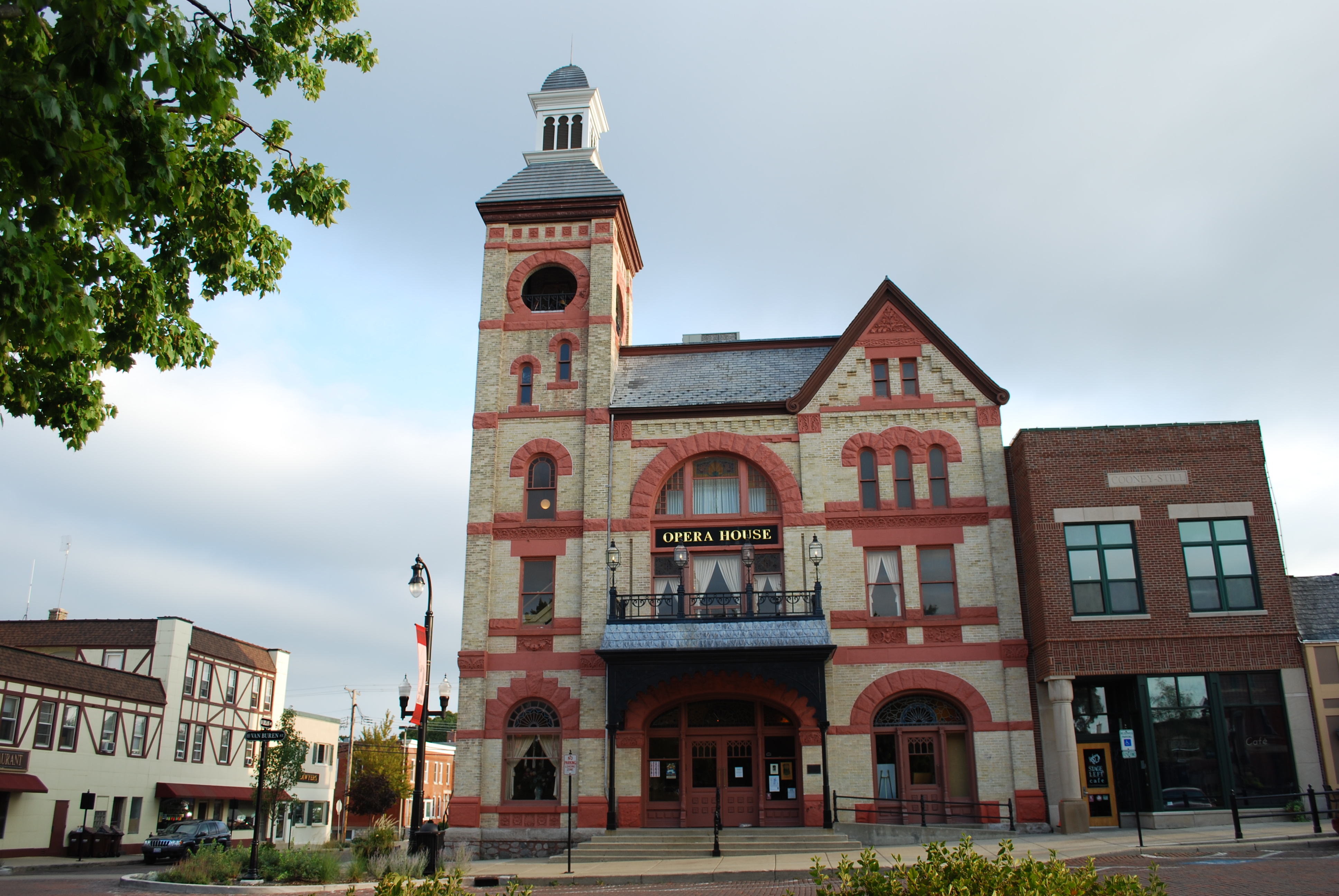
伍德斯托克歌剧院是丽塔所住酒店及菲尔跳楼自杀镜头的外景地

剧本在拍摄期间继续修改。托布罗斯基首次出场前拿到新剧本，他估计有三分之一与之前看到的版本不同。例如菲尔首次发现循环后折断铅笔验证，后来又上旅馆房间墙上喷添，毁坏房内物品，把头发剪成莫霍克发型；这组镜头共花费三天拍完而且耗资不菲，但雷米斯决定删除，换成更加平和、简单，不那么神经质的情节。菲尔在修改后的剧本中更加倒霉。反复自杀的情节本来时间更早，但经修改后移，以增加第三幕篇幅，展示他改头换面，拥抱生活。
默瑞为拍部分镜头情愿冒受伤的风险。为拍摄菲尔步入大水坑的镜头，他用保鲜膜、氯丁橡胶和两双袜子包住脚。镜头拍好后，他咆哮着冲进服装部用吹风机把脚吹干，以免冻伤。默瑞要求麦克道威尔在拍戏时真的扇他耳光；拍摄菲尔和儿童打雪仗时，导演指示小演员用力扔雪球。拍摄菲尔开车带着土拨鼠冲下悬崖的镜头时，土拨鼠斯库特咬伤演员指关节，默瑞戴着手套，但还是被小家伙咬破皮，后来镜头重拍时，斯库特又咬他一口。
片尾菲尔醒来看到身边的丽塔，表明他至此脱离循环，默瑞觉得男主角此时所穿的衣服可能影响观众理解。雷米斯为此征求演职人员意见，结果分成两派，一方认为应该是前一晚所穿的衣服，另一方认为应该是不同的衣服，表明两人发生亲密关系。双方人数不相上下，最后剧组中的青年女子打破僵局，相同衣服派胜出，因为“别的不管穿什么......都会沦为败笔”。片尾菲尔和丽塔走出旅馆，默瑞把剧本台词“咱们在这儿住吧”即兴发挥成“咱们租个房吧”:80–81。
电影在伍德斯托克及周边许多地点制作，伍德斯托克城镇广场多次出镜，非常显著。前法院大楼酒吧充当片中丽塔下塌旅店的酒吧。伍德斯托克歌剧院是丽塔所住旅馆和菲尔跳楼自杀的外景地。。樱桃街旅馆是在民宅取外景，内景另行搭建。伍德斯托克城市保龄球馆用于拍摄片中保龄球馆桥段。菲尔和丽塔见面的尖顶咖啡厅是专为本片搭建，剧组离开后，当地市场需求促使咖啡厅继续经营。单身汉拍卖活动是在伍德斯托克驼鹿旅馆拍摄。菲尔开车冲下悬崖是在距伍德斯托克约55公里的伊利诺伊州拉夫斯帕克尼姆兹采石场取景，剧组用轨道把两辆车推入采石场供导演选择，再用烟火技术炸掉汽车。

## 发行

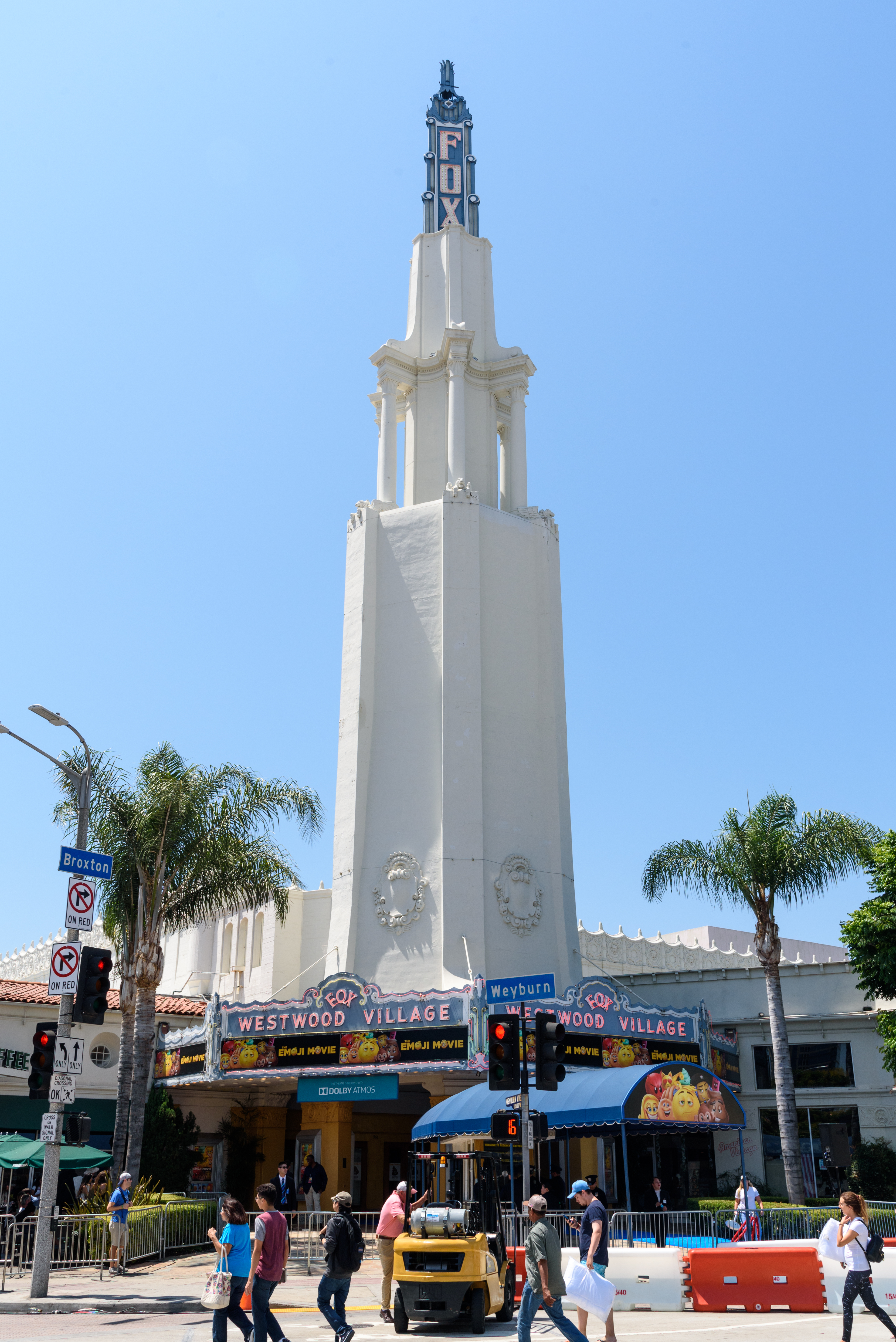
1993年2月4日，《土拨鼠之日》在洛杉矶西木區福克斯剧院（图）首映

1993年，适合合家观赏的电影非常繁荣，这一来是因为外界批评好莱坞电影充斥暴力色情，另一方面也是经济衰退时期娱乐观众所需。电影拍摄成本越来越高，合家欣赏的电影无论院线发行还是家用媒体租售都更有希望获利。截至1993年，北美洲票房最高的三部家庭导向电影分别是《E.T.外星人》、《星球大战》和《小鬼當家》。这类电影往往能吸引回头客，还能提供更丰富的周边商品机遇。时任哥伦比亚影业总裁马克·坎顿（Mark Canton）表示，与成人导向电影相比，评为PG级的作品票房破亿希望大增。《土拨鼠之日》就是PG级，不限制观众年龄，评论认为本片有望闷声发大财。
1993年上映的家庭导向电影众多，除《土拨鼠之日》外还有《人鱼童话》（Free Willy）、《幻影英雄》（Last Action Hero），以及万众嘱目、上映后打破历史电影票房纪录的《侏羅紀公園》。同年发行的各类电影佳作众多，堪称百花齐放，史上少有，既有《窈窕奶爸》、《不道德的交易》这类票房大片，又有《辛德勒的名单》、《费城》等广受好评的杰作，还有此时不受重视，但日后终成经典的《年少轻狂》（Dazed and Confused）、《蝙蝠侠大战幻影人》和《圣诞夜惊魂》。
1993年2月4日，《土拨鼠之日》在洛杉矶西木區福克斯剧院首映。首映式预算有限，默瑞没有参与，出席嘉宾包括笑匠鲁德尼·丹泽菲尔德（Rodney Dangerfield）、女演员凯瑟琳·奥哈拉、米密·罗杰斯（Mimi Rogers）和维吉妮娅·马德森。门票销售收入四万美元，事后捐给硬皮病研究基金会与转折点庇护所。次日电影又在伊利诺伊州克里斯托爾湖第二次首映，随后拍卖片中使用的道具和签名装备，所有收益捐赠伍德斯托克学区。
电影在法国和巴西上映时分别更名《无尽之日》（A Day Without End）和《爱的黑洞》（The Black Hole of Love）:8。

### 票房
1993年2月12日，本片在北美洲1640家剧院全面上映，当天收入1250万美元，平均每家7632美元。这周适逢华盛顿生日，周末假期有四天，票房升至1460万美元，平均每家电影院8934美元。开局表现在历年冬季上映的电影中仅次于《反斗智多星》（Wayne's World，1800万美元，1992年）。《土拨鼠之日》上映首周登顶票房排行榜，超过上映第二周的浪漫剧情片《似是故人来》（Sommersby，990万美元）和历险喜剧片《看狗在说话》（Homeward Bound: The Incredible Journey，810万美元）。电影放映胶片约售出八成，观众意向调查显示六成五的观众表示“绝对推荐”。
影片上映第二周收入930万美元成功卫冕，第三周拿下760万美元，被新上映的《城市英雄》以870万美元挤到第二。接下来《土拨鼠之日》还在票房榜前十停留四周，七周合计5760万美元。此后影片基本是在前十以外徘徊，仅四月中旬复活节周末一度冲到第二，第15周开始在低价影院上映后再升至第七。
《土拨鼠之日》票房总额约7090万美元，虽未打破任何纪录，但仍算得上商业成功的作品。本片在1993年电影票房排行榜名列第十，第九和第八分别是《人鱼童话》（7800万美元）和《绝岭雄风》（8400万美元）。如果只计算1993年末上映、大部分票房是在1994年达成的电影，《土拨鼠之日》收入排名第14。本片在北美洲以外国家和地区的票房收入缺乏记载。1997年，业界专家估算制片商因本片共计收入（即减去院线发行分成）3250万美元。

## 评价

### 专业评论

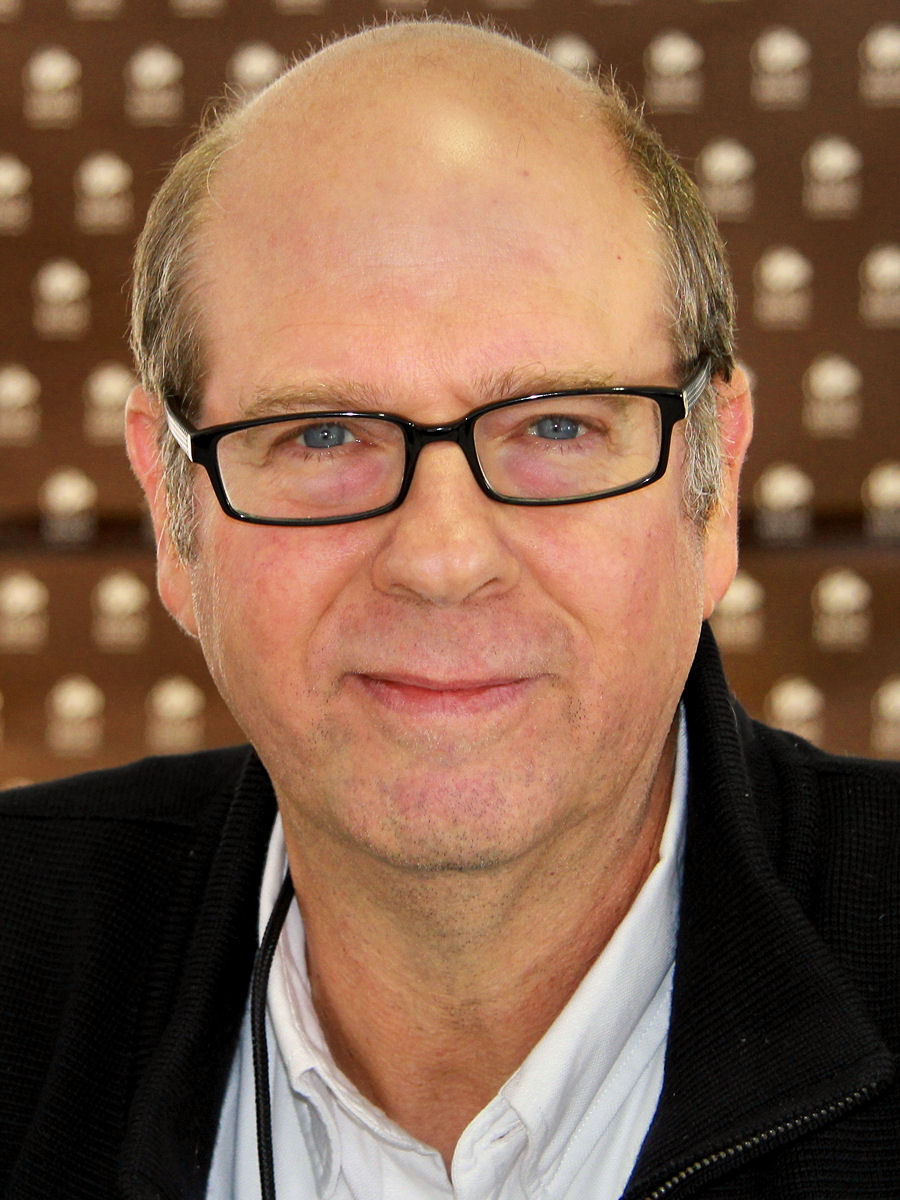
斯蒂芬·托布罗斯基（摄于2012年）饰演的保险销售员内德·瑞尔森广受好评

《土拨鼠之日》获评论界普遍好评，影院评分调查表明影迷的平均评级为“+”（最高“+”，最低）。
本片与默瑞和雷米斯过去合作的作品相比变化很大，肯尼斯·图兰（Kenneth Turan）认可电影从小处着眼，情感温和亲切。哈尔·欣森（Hal Hinson）声称本片是1982年《窈窕淑男》（同样有默瑞参演）过后最出色的美国喜剧片，证明雷米斯把握喜剧时机的能力，毫不掩饰做作地呈现巧妙剧情。影评人认为《土拨鼠之日》就像《生活多美好》结合超现实科幻/恐怖电视剧《迷离时空》，罗杰·伊伯特将本片与同样由默瑞主演的圣诞喜剧《孤寒财主》（Scrooged）对比，两部电影剧情都有自私到无私的转变。伊伯特称，与严酷且牢骚满腹的《孤寒财主》相比，《土拨鼠之日》让人倍感乐观。
影评人大多认为本片道德立场显著，但对立场呈现看法不一。德森·汤姆森（Desson Thomson）感觉影片起初引人入胜，可惜最后变质成好莱坞式道德童话。图兰认为电影开头类似好莱坞传统题材，但真挚情感足以让观众坚持到底，“浪漫的纯真”令影片不致落入俗套公式。欣森指出，剧情呈现的道德立场温和，不致污辱观众智商，也不强求认可。在他看来，菲尔为人虽有改善，但一直都很混蛋。珍妮特·马斯林（Janet Maslin）赞扬本片在多愁善感和虚无主义间保持平衡。《荷里活報道》发文称赞本片认可小镇道德理念，而且认同这些理念能从积极方向影响菲尔。《新政治家》的评论声称，影片融玩世不恭与乐观向上于一体:11。
部分评论批评电影基调不一，节奏欠佳，而且部分桥段持续时间太长。欧文·格里伯曼（Owen Glieberman）将《土拨鼠之日》与时间旅行电影《回到未来》对比，感觉后者布局更巧妙。在他看来，本片部分镜头更像独立喜剧小品，而非大型作品相互配合的环节。汤姆森觉得持续循环的情节对影片不利，让人感觉电影毫无进展；但欣森看法截然相反，认为各个情节的微小变动足以保持观众兴趣，逐渐呈现“极富想象力”的复杂情节。评论感觉片中笑料趋于温和，观众往往轻声一笑而非捧腹不止，不过欣森倒觉得“非常好笑”。《好莱坞报道》指出片中笑料和讽刺内容很多，但效果都因菲尔与丽塔的爱情故事减弱。还有影评人称电影看似喜剧，背后内容其实深刻得多。伊伯特称赞本片在喜剧外表之下包含深切情感，马斯林自称对电影的第一印象颇为轻快，但后来却觉得“意外感人”。
默瑞的演出赢得一致赞誉，影评人认为是他让菲尔的转变真实可信，对本片成功至关重要。吉恩·西斯克（Gene Siskel）认为其他演员都会导致本片沦为“糖精”（指过于甜蜜的浪漫爱情）。图兰指出，默瑞天生就让人感觉不好惹，而且喜剧形象往往浑身是刺，令剧情不致显得无病呻吟。他还将默瑞过去的粗暴演出拿来对比，觉得新形象更加亲切。欣森声称默瑞的喜剧演出达到新高度，是他让电影更显情真意切、积极向上。欣森还特别称赞菲尔拥抱生活、热心助人后依然不时口吐讥诮的形象。格里伯曼认为，男主角的冷漠足以吸引观众注意。在他看来，默瑞不适合扮演回头浪子，但在片中表现足以让人信服。伊伯特感觉时而冷嘲热讽的菲尔比“重新做人”后要好笑得多。
影评人认可麦克道威尔的表演，西斯克声称她每次出镜都让人眼前一亮。马斯林称赞她的演出令人心旷神怡。欣森认为麦克道威尔是完美的喜剧演员，男女主角的银幕化学反应“超凡脱俗”。托布罗斯基诠释的保险销售员笑料十足、广受好评。

### 荣誉
《土拨鼠之日》在1993年纽约影评人协会奖角逐中与《辛德勒的名单》并列获最佳编剧提名，同年又获英国喜剧奖最佳喜剧片奖。1993年末，哥伦比亚影业史无前例地向电影艺术与科学学院4500位评奖委员各寄去该公司九部有资格参与评奖的电影录像带，估计耗资40到65万美元。《土拨鼠之日》就在其中，但未获第66届奥斯卡金像奖提名。
鲁宾和雷米斯获1994年英国电影学院奖最佳原创剧本奖。麦克道威尔获第20届土星奖最佳女主角奖，《土拨鼠之日》获最佳奇幻电影奖提名，但最终不敌《圣诞夜惊魂》；默瑞提名最佳男主角奖，最后败给《穿梭阴阳间》（Heart and Souls）的小罗伯特·唐尼；编剧和导演奖提名都输给《侏罗纪公园》，最佳服装奖提名不敌《女巫也疯狂》（Hocus Pocus）。默瑞和艾略特分别获美国喜剧奖最搞笑男主角和最搞笑男配角奖提名。此外，《土拨鼠之日》还获雨果奖最佳戏剧表现奖提名，最后败给《侏罗纪公园》。

## 后续

### 余波

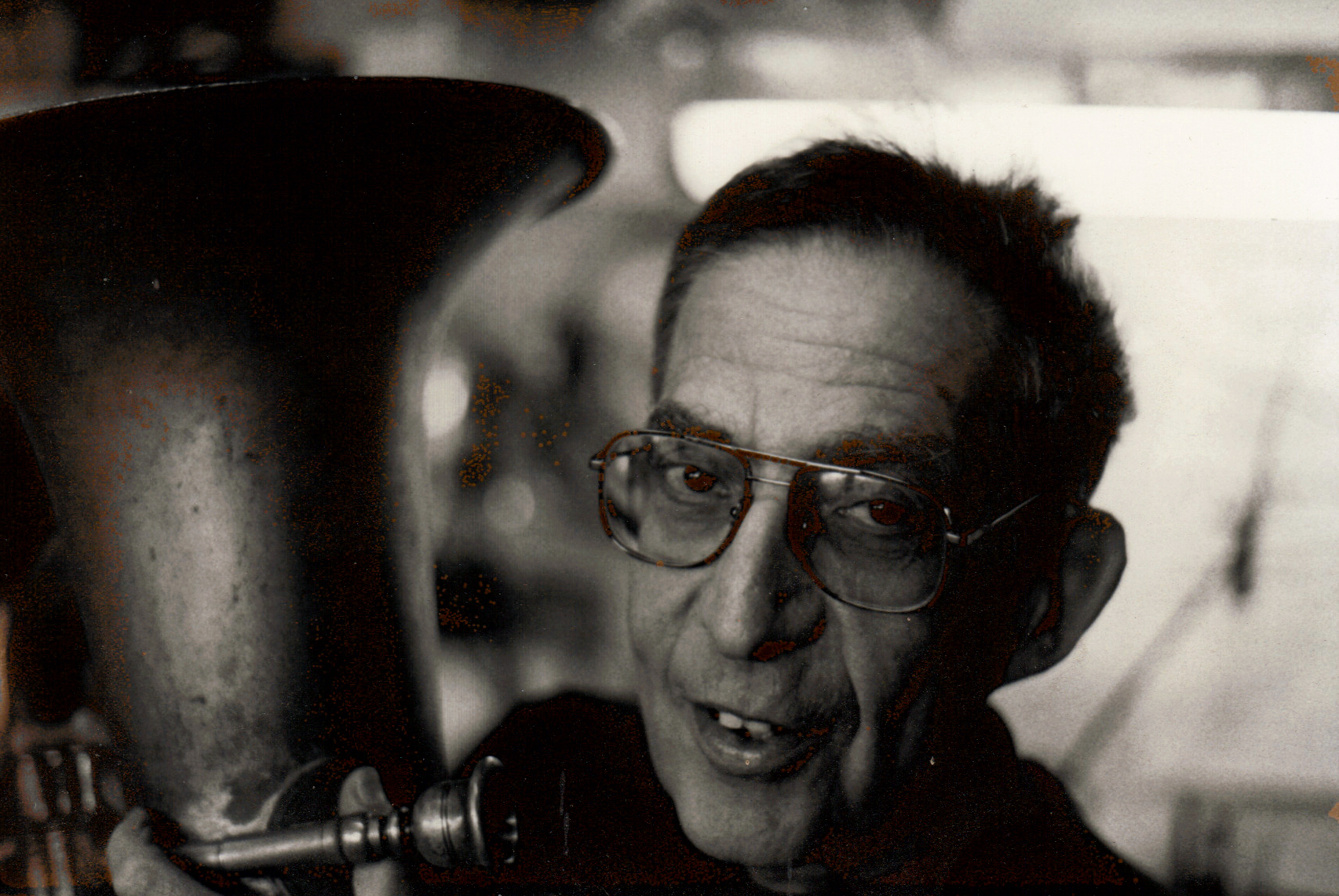
作家理查德·鲁波夫宣称本片剽窃他在时间循环题材小说《十二点零一分》中的创意，威胁诉诸法庭

《土拨鼠之日》商业上颇为成功，但1993年11月已确定不拍续集。哥伦比亚影业此前许多电影票房不景气，但本片与1992年的《吸血惊情四百年》、《好人寥寥》和《红粉联盟》扭转局面。电影上映后不久，作家理查德·鲁波夫（Richard A. Lupoff）宣称本片剽窃他在时间循环题材小说《十二点零一分》、以及1990年同名短片和1993年同名长片电影的创意，威胁诉诸法庭。但制片商不同意诉讼，案件始终没有正式起诉。:14莱昂·阿登（Leon Arden）提起诉讼，自称曾向哥伦比亚影业提出男子一直在4月15日循环往复的构想，与《土拨鼠之日》类似，法官裁定他败诉:14。
默瑞起初对本片很不满意，他在1993年接受采访时称，自己希望电影重点关注喜剧和人们害怕变革而不断重复人生经历的基本主题，但导演却着眼爱促使人自我救赎的力量。不过，默瑞承认雷米斯有权决定剧情重点。两人持续合作近20年，共同创作的电影包括《疯狂高尔夫》、《杂牌军东征》（Stripes，1981年）、《捉鬼敢死队》等，但《土拨鼠之日》为合作划上句点。默瑞再也没有联系雷米斯，甚至接受采访都拒绝谈论。雷米斯此后多次在公开场合谈及默瑞，其中既有批评，也有和解提议，表示做梦都希望他们还是朋友。与两人相熟的制片人迈克尔·山姆伯格（Michael Shamberg）推测，默瑞一度认为自己最好的作品都是与雷米斯创作，或是觉得自家公众形象完全由雷米斯主导，但在参与《土拨鼠之日》期间却大失所望，颇感幻灭。雷米斯自认能让默瑞拥有最广阔的喜剧发挥空间，同时默瑞的即兴表演能力出众，即便遇到最枯燥乏味的剧本也能化腐朽为神奇。
默瑞认为《土拨鼠之日》让他得以展示另外一面。他对过去的演出以搞笑为主、内容缺乏深度很不满意，但遇到喜欢他作品的观众依然非常欣慰。雷米斯认为默瑞在《迷失东京》等电影中的戏剧化转变非常显著，对他表演才华的体现前所未有。雷米斯2009年接受采访时表示，默瑞可能是对总扮演神经兮兮、活力十足的人物来挑大梁感到厌烦，想探索自身潜力。他主动联系默瑞，邀请他出演2005年的黑色喜剧《绝命圣诞夜》（The Ice Harvest），但默瑞仍然拒绝交流，由哥哥布莱恩代为拒绝。雷米斯继续邀请，布莱恩表示默瑞平时甚至不愿提到雷米斯。除在公众场合短暂交流外，两人近二十年没有交谈。2014年雷米斯去世前不久两人终于和解，鲁宾称默瑞兄弟此后高度评价雷米斯。
鲁宾此后没有再担任电影编剧，他的名气很大，但却拒绝迎合片商要求，坚持按自我设想创作。在他看来，最有意思的故事构想和结构与传统好莱坞剧情抵触。制作商只想在传统情节基础上增加鲁宾的烙印，无法接受他的坚持，最终不再邀请。鲁宾继续撰写剧本，但一直没有进展。他在2017年接受采访时对最成功的作品还是《土拨鼠之日》表示遗憾。

### 家用媒体与重新发行
《土拨鼠之日》的VHS录像带于1993年9月初发布，首周在出租榜上排第11，九月底超过《城市英雄》登顶，直到十月中旬被《雙面女蠍星》和《阿拉丁》超越，是1993年下半年最成功的喜剧VHS录像带。
《土拨鼠之日》的DVD于1998年面世，2002年的“特别版”DVD包含电影预告片、导演评论音轨，以及电影制作幕后纪录片《时间的重量》（The Weight of Time），内有演职人员采访，但默瑞不在其中。2008年1月，影片的15周年版DVD问世，电影经过雷米斯监督的数码修复，除导演评论音轨和《时间的重量》外，还有土拨鼠主题纪录短片、删剪镜头和采访雷米斯的内容。15周年版内容在2009年再发藍光光碟，新增画中画功能，托布罗斯基扮成内德介绍电影和幕后故事。
2018年2月，为庆祝电影发行25周年，部分影院重新上映经过修复的4K解析度版《土拨鼠之日》。同年四月，电影艺术与科学学院在加利福尼亚州比佛利山塞缪尔·戈尔德温剧院为本片举办持续一晚的特别放映活动。修复版还制成超高清蓝光光碟、藍光光碟并提供数字下载，包含花絮和15周年版相同。

## 分析

### 时间循环
众多评论探讨菲尔究竟困在时间循环多长时间，雷米斯一度表示电影时间距度超过十年。博客发文估计实际跨度约为九年，雷米斯表示不管九年还是之前自认的十年都不靠谱，理由是冰雕、法语等特长每项都需要至少十年养成，“再考虑休息、走弯路浪费的时间，他至少需要30乃至40年”。另有评论表达类似看法，估计至少需要一万小时才可能精通某领域，根据片中已知情节和循环次数，同时考虑菲尔每天钻研的时间，他很可能被困约1.24万天，近34年。从鲁宾的剧本原稿来看，菲尔自认困在时间循环70到80年，利用书籍判断过去的时间。
雷米斯生于犹太家族，但再婚后改习佛教生活方式，接受部分佛教戒律。据他透露，根据佛教教义，灵魂需要约一万年才能进化到下一阶段。鲁宾于2005年表示：“循环持续时长已变成奇怪的政治问题，如果直接去问制片商‘循环持续多久？’他们就回答‘两周’。在我看来，电影想要表达的是你必须感觉已经忍受某种情况很长时间......我也说不大準，但至少也有一百年，一辈子吧。”:19瑞安·吉尔比（Ryan Gilbey）的电影同名著作认为，本片的一大成就便是循环持续时间模糊不定，与片中不解释菲尔如何被困、又为何身陷其中一样，循环持续时间就是菲尔到底需要多久才能改头换面，重新做人。

### 主题分析

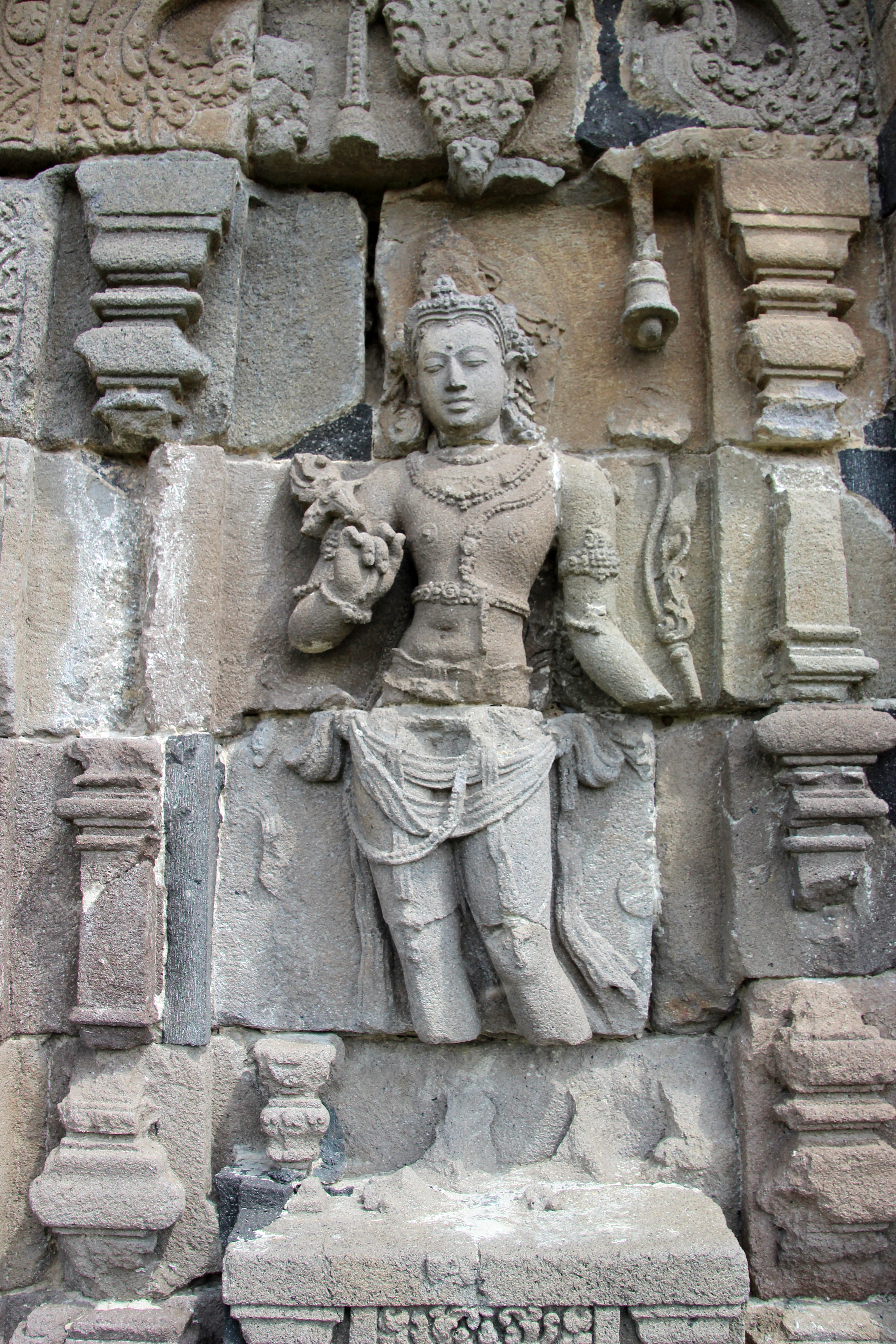
九世纪菩萨浮雕。评论认为菲尔·康纳斯就像菩萨，帮忙他人达成涅槃

影评人从不同角度解读本片。鲁宾自称无意将本片写成灵魂寓言，只想讲述人生经历，以及身陷循环无从逃脱的处境。在他看来，本片讲述的“（不）只是人重复某一天，而是应该如何生活。谁的生活不是由很多天组成？又有谁不会时常感到身陷困境？”菲尔在保龄球馆询问庞克瑟托尼居民，是否理解陷入困境、无论如何都无法摆脱是什么感受。他说的是自身经历，两位居民没有身陷循环，但完全理解他所说的处境。
鲁宾和雷米斯从哲学和精神角度探讨本片，但两人的设想“只是讲述美好、贴心而有趣的故事”。默瑞认为剧本核心是人们害怕变革而不断重复人生经历，鲁宾进一步指出，循环开始当天正是菲尔最倒霉的一天。时间循环强迫他改头换面，拥抱身边的世界和这天的每分每秒，最后这便是他最美好的一天，坠入爱河的一天。默瑞在2017年接受采访时称，《土拨鼠之日》的“构想如此美好有力......值得我们一再回味”，相信电影仍能激起共鸣。
专业人士多年来相继联络鲁宾提出见解。有人把本片视为基督教寓言，土拨鼠菲尔代表耶稣；或把时间循环视为尼采永恒轮回哲学、犹太教精神，以及顺势疗法的本质。还有评论认为电影是希腊神话人物西西弗斯的经历改编，西西弗斯同样身陷每天持续不断，直至永恒的惩罚。部分文章声称片中数字也有重要意义，雷米斯对鲁宾的剧本初稿及其转世构想深感着迷。作家分析片中日期，认为冬天结束代表讽刺等负面情节告终，春天代表喜剧，代表改头换面、重新做人的主题，《土拨鼠之日》就像节日本身的预测那样代表冬季结束、春天开始:3, 7。
佛教领袖认可片中呈现的转生意识形态。菲尔就像菩萨，达到涅槃边缘后返回人间，帮助他人前往。犹太教将默瑞摆脱时间循环视为他返回人间行使天神戒律和诫命的奖励。基督教把菲尔的旅程视为复生，或是取得天堂一席之地的手段。法轮功宗教哲学认为影片表达的理念，是灵魂必须吸取过去失误的教训才能进化。天主教将菲尔所处困境视为炼狱，只有无私才能解脱。麦克道威尔表示：“如果大家都能有如此经历并从中学到东西该多好，我们有时根本没有意识到生命流逝……无论信仰什么，最后都会成为我们的人生意义所在”。《土拨鼠之日》还可以理解成世俗童话，菲尔身陷生存危机，已经无法满足原始的放纵，导致他身心俱疲，靠改善自我摆脱困难，进而改头换面帮助他人:16。
菲尔起初自比天神，身为天气预报员宣称天气就是他说了算。经过多次循环他开始自以为是神，断言神无所不能不过是活得太久，所以什么都懂。他利用知识按意愿操纵形势，循环还令他得以摆脱自恋带来的自我禁锢。他不愿改变自我，但却不得不这么做。面对理想爱侣丽塔的一再拒绝，菲尔的情绪降至最低点并反复自杀。甚至觉得自杀这么多次，应该足以让他变得完全不存在。雷米斯指出，菲尔正是此时开始准备改变。
菲尔不再利用循环放纵自身欲望，转为无私帮助他人后才摆脱循环。他一再努力挽救无家可归老人的生命，但都以失败告终，被迫接受他不是神的现实。与此同时，无论他对丽塔有多么了解，或是通过循环学会多少特长都无法打动并赢得她的爱。只有在他不再以此为目的，真心无私地关怀、帮助他人，明知这一天很可能又会重新开始，所做的一切都没有意义时，才获得丽塔的情感认同。菲尔在片头嘲笑丽塔的为人处事，但这些特点最后都成为他钦佩和尊重的品质，菲尔一心想要时无法赢得丽塔的爱，而是逐渐变成丽塔会爱的人。雷米斯希望借此强调爱令人彻底改变的巨大力量，在他看来，《土拨鼠之日》代表面临重复过去失误的局面时，拥有改变的力量和知识。
里克·布鲁克海瑟（Rick Brookhiser）指出，菲尔全面认识并接受这一天后才摆脱循环，在他看来，“爱生活就要爱它的每一步”。约翰·西蒙（John Seamon）认为，其他电影用回忆来思考或逃避，菲尔就在永无止境的回忆中生活，一切都会不断重复，根本没有未来。菲尔靠记忆并欣赏新细节来成长，逐渐引导自我转变。鲁宾觉得菲尔摆脱循环后不会走回以前的老路，但可能会对再也没有哪天能像最后一个2月2日般完美感到失望，就像他失去超能力一般:81。

## 影响

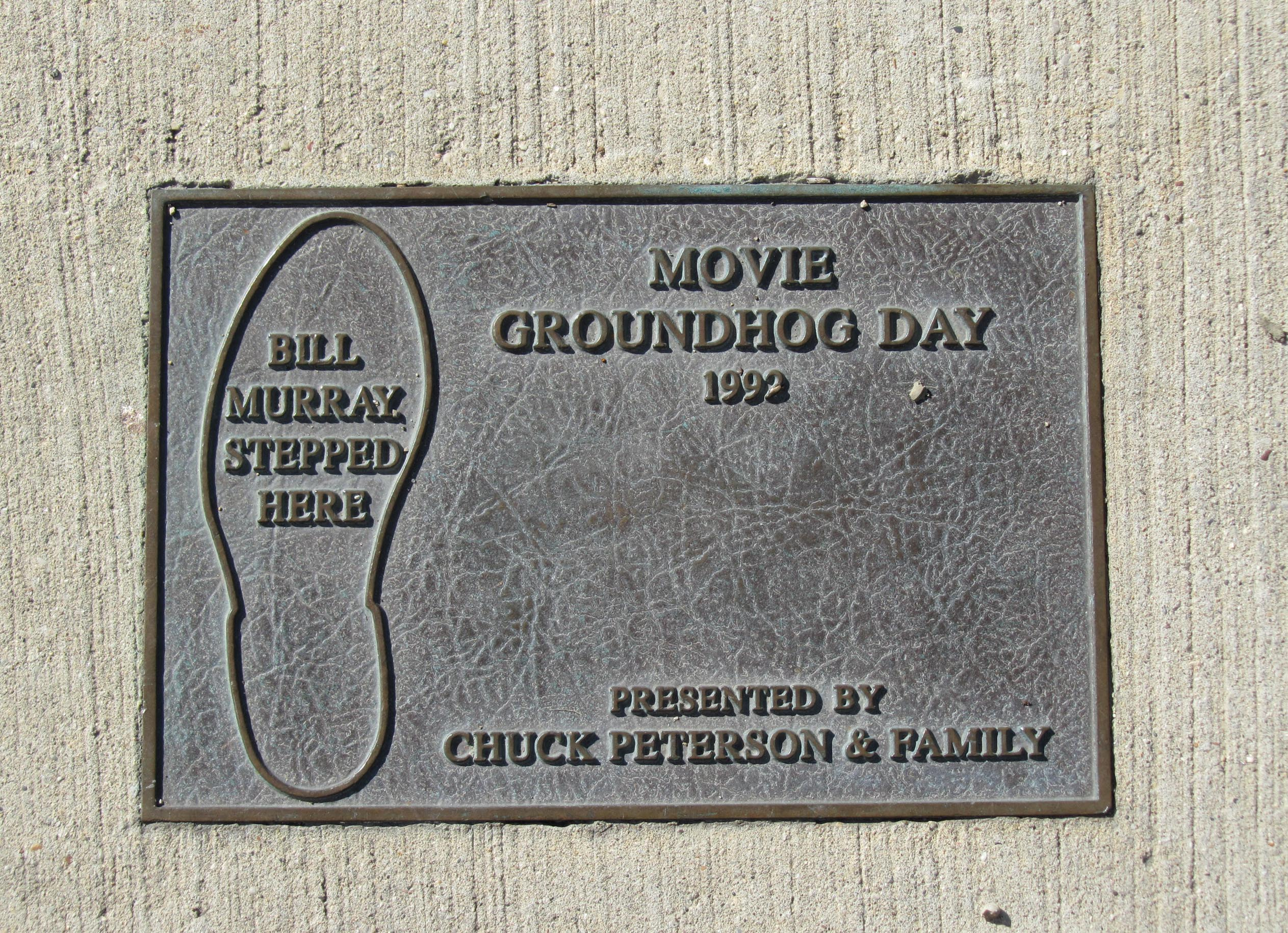
纪念《土拨鼠之日》中菲尔踏入大水坑的脚印牌匾

影评人把《土拨鼠之日》评为影史经典、流行文化试金石，而且是观众认可度在史上名列前茅的喜剧杰作。2020年，《板岩》（Paste）杂志声称“只有少数电影”像本片般拥有“历久弥新、宛如神话般的流行文化地位”。影片叫好又叫座，进一步确立雷米斯的喜剧导演地位，为他赢得更多创作机遇。接下来他继续导演喜剧片，如1996年同样由麦克道威尔主演的《丈夫一箩筐》（Multiplicity），1999年的《老大靠边闪》和2000年的《魔女搵老襯》。《土拨鼠之日》是证明默瑞演技的作品，让他不再只是喜剧演员，戏路大幅扩张，主演爱情片同样真实可信。本片是他演艺生涯的转折点，此后开始出演众多严肃题材电影，如1998年的《青春年少》、获奥斯卡最佳男主角奖提名的《迷失东京》，以及2012年的《月升王国》。鲁宾2007年开办博客，发文虚构他和菲尔·康纳斯的对话，声称菲尔退休后住在新墨西哥州陶斯附近山腰。鲁宾还在哈佛大学教授多年编剧。
电影对伍德斯托克和庞克瑟托尼影响巨大且经久不衰。伍德斯托克在影片上映后开始举办土拨鼠日节庆活动，其中包括名叫伍德斯托克·威利（Woodstock Willie）的土拨鼠、电影放映和取景地点徒步旅行。节庆活动约吸引一千游客前来，阿尔伯特、鲁宾和托布罗斯基都曾亮相。庞克瑟托尼此前的庆祝活动仅有数百人关注，电影发行后数以万计。影片上映次年，3.5万余人到该镇观看土拨鼠日活动。当地居民感谢电影对小镇的影响，同时坚信游客关注焦点依然是土拨鼠菲尔和长久坚持举办的节庆活动。伍德斯托克的重要取景地后来装上牌匾，纪念菲尔遇见内德、菲尔踩入大水坑，以及菲尔与丽塔在城镇广场小亭共舞的情节。
影迷、哲学家和宗教领袖直到2016年还在给鲁宾写信，其中既有普遍信件，又有布道讲演词和论文。精神科医生向病人推荐本片，甚至还有瘾君子来信坦承电影让他们更加充分地意识到自身困境，就像男主角一样身陷循环。默瑞在电影上映多年后改变立场，声称《土拨鼠之日》“可能是我最好的作品”，“也可能是哈罗德最优异的作品”:86。2018年，托布罗斯基声称默瑞在本片中的“喜剧演出能在电影史上名列前茅......他可以在同一部电影中既演好人又当反派，呈现美好和可怕都能游刃有余......在我看来只要世上还有人拍电影，他就能脱颖而出”。

### 时间的考验
众多评论将本片评为影史杰作。电影参考丛书《死前必看的1001部电影》（1001 Movies You Must See Before You Die）写道：
……天才般的喜剧片——或许也是20世纪90年代最优异的喜剧片……比尔·默瑞很可能交出演艺生涯最美好、最温暖的答卷……剧情别出心裁，而且又因完全没有解释更上一层楼……还有高明的桥段，如每天早上都在广播电台同样的笑话段子和雪儿夫妇歌曲（《宝贝我了解你》）中醒来；斯蒂芬·托布罗斯基扮演的保险业务员内德·瑞尔森烦人至极，令人拍案叫绝；预先知道事情会如何进展等。《土拨鼠之日》融高明巧妙和捧腹笑料于一体——喜剧难得如此完美。
2004年，《紐約客》宣布《土拨鼠之日》是雷米斯的代表作。伊伯特起初为本片评级三星，但在2005年的《伟大电影》系列著作中升至最高的四星，自承过去低估影片，强调默瑞的演出对本片至关重要。专栏作家乔纳·戈德堡（Jonah Goldberg）同年宣布《土拨鼠之日》是过去40年间少有的杰作，称赞影片如同《生活多美好》，非常振奋人心且历久弥新，程度史上少有。2009年，本片入选文学理论家斯坦利·费什（Stanley Fish）评选的美国十大佳片。在他看来，喜剧与“我们应该如何生活”这种哲学问题本来风马牛不相及，但在本片中却和谐共处、相辅相成，简直令人不敢相信。。2020年， “Collider”网站也将本片评为影史杰作。《衛報》认为影片经久不衰，主要魅力源自类似艾比尼澤·史古基1843年小说《小氣財神》重新做人的经典情节，电影没有解释时间循环的原因，进而摆脱主流电影俗套。
2000年，美国电影学会评选百年百大喜剧片，《土拨鼠之日》排第34。2005年，美国编剧工会评选过去75年间101部最佳电影剧本，本片名列第27。2008年，美国电影学会向1500名电影从业人员开展民意调查，《土拨鼠之日》在所有奇幻片中排名第八。同年《帝國雜誌》评选史上电影五百强，本片名列第259位。2014年，《好莱坞报道》邀请2120名电影业界人士评选史上最佳电影，《土拨鼠之日》排第63。2015年，美国编剧工会评选101部最搞笑的剧本，本片仅次于《熱情如火》和《安妮·霍尔》名列第三。2017年，英国广播公司向来自52个国家和地区的253位评论家（118男135女）征求意见，评选史上最风趣的一百部电影，《土拨鼠之日》仅次于《安妮·霍尔》、《奇爱博士》与《热情如火》名列第四。
影片登上众多媒体的史上最佳喜剧片榜单，如《帝国杂志》排第一（2019年），《Time Out》列第五（2020年），爛番茄第十，IGN第11（2018年），《板岩》第18（2018年），《每日电讯报》第23（2017年），反学院派（Film School Rejects）网站（2019年）和《时尚》杂志（2018年）入选但未排名。烂蕃茄还在评选两百部必看电影时把本片排在第86位。影片入选众多20世纪90年代电影杰作榜，其中IndieWire排第四（2017年），《板岩》第五（2019年），《滚石》第11（2017年），《入围名单》（ShortList，2020年）第13，《影音俱樂部》第15（2012年），烂蕃茄第28，《偏锋杂志》第41（2012年），英國電影協會第55（2020年），《Time Out》（2019年）上榜但未排名。根据烂蕃茄收集的83篇评论文章，电影“新鲜度”达九成六，平均评分8.11（最高十分），网站共识评述写道：“巧妙、甜蜜且充满创意，《土拨鼠之日》在突出默瑞戏剧表演天赋的同时，又为观众带来足够欢乐”。Metacritic收集的15篇评论综合评分72（最高100），代表“普遍好评”。

### 文化影响

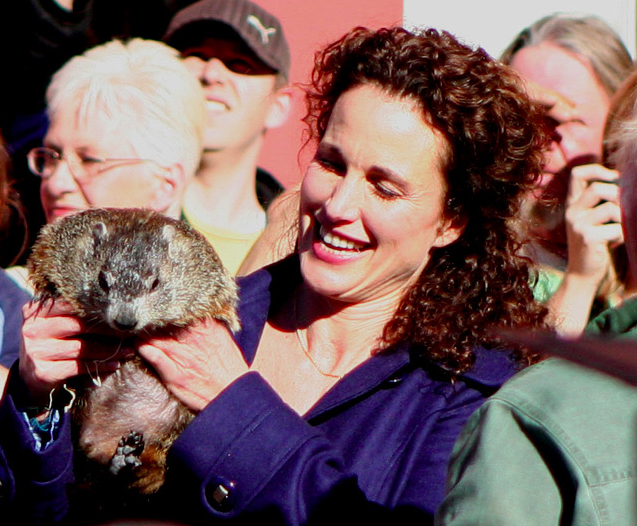
2008年土拨鼠日，安迪·麦克道威尔与土拨鼠合影

威廉·戈德曼1993年表示，《土拨鼠之日》属于十年后人们还会记得的那类电影。同年德森·汤姆森宣称，美国国会图书馆永远都不会把本片选入國家影片登記表。2006年，本片因“文化、历史和美学领域的显著成就”，入选国会图书馆国家影片登记表。
电影人对本片交口称赞，有些还称影片对他们的事业颇具启发，如大卫·欧·拉塞尔、特里·瓊斯和杰伊·罗奇（Jay Roach），其中罗奇自称人生因本片改变。吉莲·威林（Gillian Wearing）赞扬电影结构别出心裁，哲学意味闪烁智慧光芒，是她非常喜欢的作品。影片大获成功，令奇幻题材加速融入主流喜剧片，为将来的奇幻喜剧《大话王》、《楚門的世界》，以及《人生遥控器》打下基础。
“土拨鼠之日”成为英语典故，意指一再发生且令人厌烦的单调情境。字典提供两种含义，一指节日，二是“不断重复或看似不断重复的情况”，实际应用通常指翻来覆去不断反复的老生常谈。歌手、体坛名将、笑匠、演员、政治家、大主教:86，乃至前关塔那摩湾拘押中心囚犯都曾使用该词，其中有些还很不恰当。1996年，美国总统比尔·克林顿向驻波斯尼亚美军演说时引用该词。2020年冠状病毒病疫情期间，媒体用“土拨鼠之日”意指为阻止病毒传播采取的检疫与隔离措施。
片中人物困在某个时间段的叙事构想可以追溯到1904年，在流行文化、特别是科幻小说中较为多见，但本片上映后才为公众普遍了解。此后许多电影采用时间循环，如《婚前性行为》（Naken，2000年）、《源代码》（2011年）、《明日边缘》、《忌日快樂》和续集、《棕榈泉》（Palm Springs，2020年），以及电视剧《轮回派对》、《吸血鬼猎人巴菲》、《暗黑天使》和《X档案》。这些作品的核心人物大多存在缺陷，必须自我进化才能摆脱时间困局。《土拨鼠之日》的影响极其显著，“TV Tropes”网站将上述叙事手法称为“土拨鼠之日循环”。据鲁宾回忆，电影剧本的创作过程颇显“文章本天成，妙手偶得之”，故事本身简单而真实，能从各种不同角度和方式讲述。本片叙事手法的影响范围不限于影视，1998年的小说《关于男孩》（About a Boy）:7、克雷格·大衛歌曲《七天》（7 Days）的音乐视频都有时间循环，《異世奇人》广播剧《调头》（Flip-Flop）中的普克苏托尼行星也是如此:85。
2016年2月2日，英格兰利物浦影迷聚在一起反复观看本片达24小时，此后每年2月2日，天空电影院（Sky Cinema）都会24小时循环播放本片，仅2017年例外。2018年，纽约現代藝術博物館首度放映35名文学和宗教学者投票选出的电影，其中第一部就是《土拨鼠之日》，许多学者都想为影片撰写介绍文稿，以致为此发生冲突。
2024年11月20日，俄罗斯常驻联合国代表瓦西里·涅边贾在联合国安全理事会关于中东局势及巴勒斯坦问题的会议中，称听美国代表罗伯特·A·伍德说话好像在看电影《土拨鼠之日》一样重复，因为伍德一直重复讲俄罗斯因为入侵乌克兰而无权指责任何国家。

## 改编作品
1993年电影发行后不久就有报导宣布本片确定不拍续集。2004年的意大利电影《鹳日》（È già ieri）是《土拨鼠之日》重拍片，鲁宾是该片故事创作人。麦克道威尔在接受采访时表示，默瑞完全没有这方面意愿，所以本片不可能拍续集。2020年2月2日，托布罗斯基、默瑞和哥哥道尔在第五十四屆超級盃的吉普角斗士广告中亮相，扮成各自在《土拨鼠之日》中的角色。广告在伍德斯托克摄制，再现片中场景，还有菲尔困在时间循环的情节，主要内容是他驾驶吉普角斗士与土拨鼠菲尔一起游览庞克瑟托尼。默瑞声称这是他演出的第一和最后一支广告。2020年4月，吉普角斗士发布多种修改版广告，提倡2020年新冠病毒病疫情期间的社会疏离，默瑞为广告修改提供创作建议。
鲁宾在电影上映后的几年里参与同名音乐剧改编，一方面找事儿干，另一方面也是因为参与音乐剧创作不违反当年和哥伦比亚影业签署的合同。2003年，史蒂芬·桑坦表示有意参与音乐剧创作，但始终没有落实。2012年，马修·沃楚斯（Matthew Warchus）和蒂姆·明钦主动联系鲁宾，后者已完成叙事大纲、笑料和精心挑选的12首歌曲，只是没有聘请作曲家推动项目更进一步。音乐剧《玛蒂尔达》（Matilda the Musical）大获成功后，沃楚斯、明钦和鲁宾合作多年创作《土拨鼠之日》音乐剧，2016年8月在伦敦舊維克劇場首演并获普遍好评，百老汇版2017年开始演出。剧目获2017年劳伦斯·奥利弗奖多项提名，最后拿下最佳音乐剧男主角和最佳新音乐剧奖。鲁宾和默里兄弟曾在2017年前往观看百老汇版演出。
2019年9月，西班牙龙舌兰工作室开发的本片电子游戏续作《土拨鼠之日：有其父必有其子》（Groundhog Day: Like Father Like Son）问世，索尼影业虚拟现实发行，支持PlayStation VR、Oculus Rift和HTC Vive平方。玩家控制的小菲尔·康纳斯是片中菲尔之子，在父亲的阴影下长大。小菲尔在庞克瑟托尼陷入时间循环，必须改善自我、帮助他人才能赢得自由。

## 扩展阅读
- Eagan, Daniel. . London, United Kingdom: A & C Black. 2010: 811–812  [2021-01-17]. ISBN 978-0-8264-2977-3. （原始内容存档于2021-01-24）.
- Ginsberg, Steve.  (PDF). Washington, D.C., United States: National Film Registry. 2006  [2021-01-17]. （原始内容存档 (PDF)于2019-07-13）.
- Rubin, Danny. . Ventura, California: Triad Publishing. 2012. ASIN B0072PEV6U.